# Джоселін Рей
Джоселін Рей (англ. Jocelyn Rae; нар. 20 лютого 1991) — колишня британська тенісистка.
Найвищу одиночну позицію світового рейтингу — 450 місце досягла 12 липня 2010, парну — 67 місце — 22 лютого 2016 року.
Здобула 1 одиночний та 23 парні титули.
Найвищим досягненням на турнірах Великого шолома був чвертьфінал в змішаному парному розряді.
Завершила кар'єру 2017 року.

## Фінали турнірів WTA

### Парний розряд: 4 (4 поразки)
| Перемога — Легенда                     |
| -------------------------------------- |
| Турніри Великого шолома (0–0)          |
| Турніри Туру WTA (0–0)                 |
| Tier I / Premier M & Premier 5 (0–0)   |
| Tier II / Premier (0–0)                |
| Tier III, IV & V / International (0–4) |

| Фінали за покриттям |
| ------------------- |
| Тверде (0–1)        |
| Трава (0–2)         |
| Ґрунт (0–1)         |
| Килим (0–0)         |

| Результат | Ранг | Дата     | Турнір               | Покриття | Партнерка   | Суперниці                             | Рахунок          |
| --------- | ---- | -------- | -------------------- | -------- | ----------- | ------------------------------------- | ---------------- |
| Поразка   | 1.   | Лип 2014 | Swedish Open, Швеція | Ґрунт    | Анна Сміт   | Андрея Клепач Марія Тереса Торро Флор | 1–6, 1–6         |
| Поразка   | 2.   | Чер 2015 | Nottingham Open, UK  | Трава    | Анна Сміт   | Ракел Атаво Абігейл Спірс             | 6–3, 3–6, [9–11] |
| Поразка   | 3.   | Вер 2016 | Japan Women's Open   | Тверде   | Анна Сміт   | Аояма Сюко Ніномія Макото             | 3–6, 3–6         |
| Поразка   | 4.   | Чер 2017 | Nottingham Open, UK  | Трава    | Лора Робсон | Монік Адамчак Сторм Сендерз           | 4–6, 6–4, [4–10] |

## Фінали ITF

### Одиночний розряд (1–1)
| Легенда          |
| ---------------- |
| турніри $100,000 |
| турніри $75,000  |
| турніри $50,000  |
| турніри $25,000  |
| турніри $10,000  |

| Фінали за покриттям |
| ------------------- |
| Тверде (1–1)        |
| Ґрунт (0–0)         |
| Трава (0–0)         |
| Килим (0–0)         |

| Результат | Ранг | Дата           | Турнір                                 | Покриття | Суперниця    | Рахунок  |
| --------- | ---- | -------------- | -------------------------------------- | -------- | ------------ | -------- |
| Поразка   | 1.   | 31 серпня 2009 | Камберленд (графство), Велика Британія | Тверде   | Джейд Віндлі | 1–6, 1–6 |
| Перемога  | 1.   | 12 жовтня 2009 | Мітилена, Греція                       | Тверде   | Джейд Віндлі | 6–2, 6–1 |

### Парний розряд (23–7)
| Легенда          |
| ---------------- |
| турніри $100,000 |
| турніри $75,000  |
| турніри $50,000  |
| турніри $25,000  |
| турніри $15,000  |
| турніри $10,000  |

| Фінали за покриттям |
| ------------------- |
| Тверде (19–4)       |
| Ґрунт (1–2)         |
| Трава (3–1)         |
| Килим (0–0)         |

| Результат | Ранг | Дата              | Турнір                                 | Покриття   | Партнерка      | Суперниці                               | Рахунок               |
| --------- | ---- | ----------------- | -------------------------------------- | ---------- | -------------- | --------------------------------------- | --------------------- |
| Перемога  | 1.   | 15 вересня 2008   | Кавана-Вотерс, Австралія               | Тверде     | Емелін Старр   | Алексіс Праусіс Робін Стівенсон         | 6–4, 4–6, [10–4]      |
| Перемога  | 2.   | 6 липня 2009      | Філікстоу, Велика Британія             | Трава      | Джейд Віндлі   | Даліла Якупович Зара-Ребекка Секуліч    | 6–1, 6–0              |
| Перемога  | 3.   | 13 липня 2009     | Фрінтон, Велика Британія               | Трава      | Джейд Віндлі   | Анна Фіцпатрік Емелін Старр             | 6–3, 7–5              |
| Перемога  | 4.   | 4 вересня 2009    | Камберленд (графство), Велика Британія | Тверде     | Джейд Віндлі   | Луція Коварчикова Моніка Тумова         | 6–4, 6–0              |
| Поразка   | 1.   | 12 жовтня 2009    | Мітилена, Греція                       | Тверде     | Джейд Віндлі   | Ольга Брозда Юстина Єгйолка             | 4–6, 4–6              |
| Поразка   | 2.   | 30 листопада 2009 | Бендіго, Австралія                     | Тверде     | Емелін Старр   | Ірена Павлович Аріна Родіонова          | 3–6, 6–7(3–7)         |
| Перемога  | 5.   | 9 травня 2010     | Единбург, Велика Британія              | Ґрунт      | Аманда Елліотт | Тімеа Бабош Тара Мур                    | 7–6(7–5), 6–4         |
| Поразка   | 3.   | 17 липня 2010     | Вокінг, Велика Британія                | Тверде     | Емелін Старр   | Тімеа Бабош Емма Лайне                  | 2–6, 2–6              |
| Перемога  | 6.   | 31 липня 2010     | Чизік, Велика Британія                 | Тверде     | Емелін Старр   | Анна Фіцпатрік Джейд Віндлі             | 6–1, 6–4              |
| Перемога  | 7.   | 13 листопада 2010 | Лафборо, Велика Британія               | Тверде (i) | Джейд Віндлі   | Яна Орлова Петра Крейсова               | 6–3, 5–7, [10–4]      |
| Перемога  | 8.   | 9 листопада 2013  | Лафборо, Велика Британія               | Тверде (i) | Анна Сміт      | Франческа Пальміджано Камілла Розателло | 6–0, 4–6, [10–3]      |
| Перемога  | 9.   | 15 листопада 2013 | Манчестер, Велика Британія             | Тверде (i) | Анна Сміт      | Ева Ваканно Юлія Вахачик                | 6–1, 6–4              |
| Поразка   | 4.   | 7 грудня 2013     | Пуне, Індія                            | Тверде     | Анна Сміт      | Ніча Летпітаксінчай Пеангтарн Пліпич    | 5–7, 5–7              |
| Перемога  | 10.  | 13 грудня 2013    | Наві-Мумбаї, Індія                     | Тверде     | Анна Сміт      | Оксана Калашникова Діана Марцинкевич    | 6–4, 7–6(7–5)         |
| Перемога  | 11.  | 18 січня 2014     | Глазго, Велика Британія                | Тверде (i) | Анна Сміт      | Мартіна Борецька Тереза Малікова        | 4–6, 6–2, [10–4]      |
| Перемога  | 12.  | 25 січня 2014     | Сандерленд, Велика Британія            | Тверде     | Анна Сміт      | Агнеш Букта Вікторія Томова             | 6–1, 6–1              |
| Перемога  | 13.  | 23 лютого 2014    | Ноттінгем, Велика Британія             | Тверде (i) | Анна Сміт      | Наомі Броді Рената Ворачова             | 7–6(8–6), 6–4         |
| Поразка   | 5.   | 28 лютого 2014    | Бейнаско, Італія                       | Ґрунт (i)  | Анна Сміт      | Ніколе Клеріко Джулія Гатто-Монтіконе   | 1–6, 7–5, [11–13]     |
| Перемога  | 14.  | 31 березня 2014   | Едбагстон, Велика Британія             | Тверде (i) | Анна Сміт      | Магда Лінетт Амра Садікович             | 3–6, 7–5, [10–4]      |
| Перемога  | 15.  | 2 червня 2014     | Ноттінгем, Велика Британія             | Трава      | Анна Сміт      | Шерон Фічмен Марія Санчес               | 7–6(7–5), 4–6, [10–5] |
| Перемога  | 16.  | 26 липня 2014     | Лексінгтон (Кентуккі), США             | Тверде     | Анна Сміт      | Аояма Сюко Кері Вонґ                    | 6–4, 6–4              |
| Перемога  | 17.  | 1 лютого 2015     | Сандерленд, Велика Британія            | Тверде (i) | Анна Сміт      | Юстина Єгйолка Корнелія Лістер          | 6–3, 6–1              |
| Перемога  | 18.  | 4 квітня 2015     | Круассі-Бобур, Франція                 | Тверде (i) | Анна Сміт      | Жюлі Куен Матільда Йоганссон            | 7–6(7–5), 7–6(7–2)    |
| Поразка   | 6.   | 10 травня 2015    | Кань-сюр-Мер, Франція                  | Ґрунт      | Анна Сміт      | Джоанна Конта Лаура Торп                | 6–1, 4–6, [5–10]      |
| Поразка   | 7.   | 4 червня 2015     | Істборн, Велика Британія               | Трава      | Анна Сміт      | Шелбі Роджерс Коко Вандевей             | 5–7, 6–7(1–7)         |
| Перемога  | 19.  | 2 квітня 2016     | Круассі-Бобур, Франція                 | Тверде (i) | Анна Сміт      | Ленка Кунчікова Кароліна Стухла         | 6–4, 6–1              |
| Перемога  | 20.  | 3 вересня 2016    | Гуйян, КНР                             | Тверде (i) | Анна Сміт      | Вей Чжаньлань Чжао Цяньцянь             | 6–4, 3–6, [10–5]      |
| Перемога  | 21.  | 11 листопада 2016 | Братислава, Словаччина                 | Тверде (i) | Анна Сміт      | Квірін Лемуан Ева Ваканно               | 6–3, 6–2              |
| Перемога  | 22.  | 4 лютого 2017     | Глазго, Велика Британія                | Тверде (i) | Анна Сміт      | Лаура-Йоана Андрей Петра Крейсова       | 6–3, 6–2              |
| Перемога  | 23.  | 19 серпня 2017    | Ванкувер, Канада                       | Тверде     | Джессіка Мор   | Дезіре Кравчик Джуліана Ольмос          | 6–1, 7–5              |

## Участь у Кубку Федерації
Збірна Великої Британії в Кубку Федерації

### Парний розряд: 13 (10–3)
| Розіграш             | Раунд                       | Дата           | Місце               | Супротивник                                 | Покриття   | Партнерка    | Суперниці                           | W/L | Рахунок            |
| -------------------- | --------------------------- | -------------- | ------------------- | ------------------------------------------- | ---------- | ------------ | ----------------------------------- | --- | ------------------ |
| Кубок Федерації 2011 | Зона Європа/Африка I        | 2 лютого 2011  | Ейлат, Ізраїль      | Збірна Швейцарії з тенісу в Кубку Федерації | Тверде     | Гезер Вотсон | Тімеа Бачинскі Амра Садікович       | W   | 6–4, 6–3           |
| Кубок Федерації 2011 | Зона Європа/Африка I        | 4 лютого 2011  | Ейлат, Ізраїль      | Данія                                       | Тверде     | Гетер Вотсон | Май Граге Каролін Возняцкі          | W   | 5–7, 7–5, 7–5      |
| Кубок Федерації 2014 | зона Європа/Африка, група I | 5 лютого 2014  | Будапешт, Угорщина  | Латвія                                      | Тверде (i) | Гетер Вотсон | Діана Марцинкевич Олена Остапенко   | L   | 6–1, 5–7, 6–7(5–7) |
| Кубок Федерації 2014 | зона Європа/Африка, група I | 7 лютого 2014  | Будапешт, Угорщина  | Румунія                                     | Тверде (i) | Гетер Вотсон | Ірина-Камелія Бегу Моніка Нікулеску | L   | 0–6, 2–6           |
| Кубок Федерації 2015 | зона Європа/Африка, група I | 4 лютого 2015  | {Будапешт, Угорщина | Ліхтенштейн                                 | Тверде (i) | Анна Сміт    | Катінка фон Дайхманн Штефані Фогт   | W   | 6–1, 6–2           |
| Кубок Федерації 2015 | зона Європа/Африка, група I | 5 лютого 2015  | {Будапешт, Угорщина | Туреччина                                   | Тверде (i) | Анна Сміт    | Башак Ерайдин Пемра Озген           | W   | 6–2, 6–1           |
| Кубок Федерації 2015 | зона Європа/Африка, група I | 6 лютого 2015  | {Будапешт, Угорщина | Жіноча збірна України з тенісу              | Тверде (i) | Анна Сміт    | Катерина Козлова Ольга Савчук       | W   | 6–2, 6–1           |
| Кубок Федерації 2016 | зона Європа/Африка, група I | 4 лютого 2016  | Ейлат, Ізраїль      | Південна Африка                             | Тверде     | Анна Сміт    | Мадрі Ле Ру Мішель Саммонс          | W   | 6–3, 6–2           |
| Кубок Федерації 2016 | зона Європа/Африка, група I | 5 лютого 2016  | Ейлат, Ізраїль      | Грузія                                      | Тверде     | Анна Сміт    | Оксана Калашникова Сопія Шапатава   | L   | 2–6, 4–6           |
| Кубок Федерації 2017 | зона Європа/Африка, група I | 8 лютого 2017  | Таллінн, Естонія    | Португалія                                  | Тверде (i) | Лора Робсон  | Мішель Ларшер де Бріту Інес Мурта   | W   | 6–2, 6–3           |
| Кубок Федерації 2017 | зона Європа/Африка, група I | 9 лютого 2017  | Таллінн, Естонія    | Латвія                                      | Тверде (i) | Лора Робсон  | Діана Марцинкевич Данієла Вісмане   | W   | 6–0, 6–7(2–7), 6–2 |
| Кубок Федерації 2017 | зона Європа/Африка, група I | 10 лютого 2017 | Таллінн, Естонія    | Туреччина                                   | Тверде (i) | Лора Робсон  | Айла Аксу Пемра Озген               | W   | 6–2, 6–2           |
| Кубок Федерації 2017 | Плей-оф світової групи II   | 23 квітня 2017 | Констанца, Румунія  | Румунія                                     | Ґрунт      | Лора Робсон  | Сімона Халеп Моніка Нікулеску       | W   | 6–3, 1–6, [10–8]   |